# Vermiglio
Vermiglio é uma comuna italiana da região do Trentino-Alto Ádige, província de Trento, com cerca de 1.856 habitantes. Estende-se por uma área de 103 km², tendo uma densidade populacional de 18 hab/km². Faz divisa com Carisolo, Giustino, Ossana, Peio, Pellizzano, Ponte di Legno (BS) e Spiazzo, Strembo.